# Murawa (obwód brzeski)
Murawa (biał. Мурава, Murawa; ros. Мурава, Murawa) – agromiasteczko na Białorusi, w obwodzie brzeskim, w rejonie prużańskim, w sielsowiecie Suchopol.
Znajduje się tu parafialna cerkiew prawosławna pw. Kazańskiej Ikony Matki Bożej.
W latach 1921–1939 miejscowość należała do gminy Suchopol.
Według Powszechnego Spisu Ludności z 1921 roku wieś zamieszkiwało 489 osób, wśród których 480 było wyznania prawosławnego a 9 mojżeszowego. Jednocześnie jeden mieszkaniec zadeklarował polską przynależność narodową, 479 białoruską a 9 żydowską. We wsi było 115 budynków mieszkalnych.